# Hippoporidra spiculifera
Hippoporidra spiculifera är en mossdjursart som först beskrevs av Canu och Bassler 1930.  Hippoporidra spiculifera ingår i släktet Hippoporidra och familjen Hippoporidridae. Inga underarter finns listade i Catalogue of Life.